# Pałac Chanów Szekijskich
Pałac Chanów Szekijskich (azer. Şəki xanlarının sarayı) – pałac w Szeki, w północnym Azerbejdżanie. Był letnią rezydencją władców chanatu szekijskiego. Obecnie jest zaliczany do najcenniejszych zabytków w kraju.
24 października 2001 obiekt został umieszczony na azerskiej liście oczekujących na nominację do wpisania na Listę Światowego Dziedzictwa UNESCO.

## Historia
Pałac zbudowano po dużej powodzi z końca XVIII wieku, po której centrum miasta przeniesiono na wyższe tereny. Przeniesiono wówczas tutaj stolicę chanatu. Budowa pałacu, zlecona przez Muhammad Hasan Chana, trwała od 1789 do 1797, a pracami kierował prawdopodobnie architekt zwany Abbasgułu. Pałac zbudowano techniką bez użycia gwoździ. Ze względu na występujące w tym rejonie trzęsienia ziemi w trakcie budowy zastosowano specjalne metody antysejsmiczne, dzięki czemu pałac bez żadnego uszczerbku przetrwał do dziś. Wzniesiono także kilkadziesiąt innych budynków, m.in. pałac zimowy, rezydencje członków rodziny panującej, a także pomieszczenia dla służby, jednak żadne z tych budowli nie przetrwały do dzisiaj. Pałac restaurowano w latach 1952–1967, a pracami kierował architekt Niyazi Rzayev. Obiekt był rekonstruowany w latach 2002–2004 w ramach Projektu Wspierania Dziedzictwa Kulturowego Azerbejdżanu (1999-2010) z funduszy Banku Światowego.

## Opis
Pałac ma wymiary 32 x 8,5 m i dwie kondygnacje o identycznym układzie przestrzennym. Dolna pełniła rozmaite funkcje, górna mieściła apartamenty chana i jego najbliższej rodziny. Zewnętrzną elewację zdobią naścienne malowidła i różnobarwne płytki ceramiczne pokryte geometrycznymi wzorami. Podobnie wnętrza – dekorowane ornamentyką typową dla estetyki muzułmańskiej (m.in. skomplikowane motywy roślinne). Malowidła przedstawiają najróżniejsze sceny: polowanie na dzikie zwierzęta, pole walki, życie codzienne na dworze, zajęcia prostych ludzi, roślinne i geometryczne ornamenty. W głównym pomieszczeniu na piętrze widnieje batalistyczna scena przedstawiająca bitwę wojsk chanatu z oddziałami Nadir Szaha w 1743. Są też malowidła obrazujące utwory azerskiego poety Nizamiego. Zdobienia ścian utrzymane są w kolorach błękitu, czerwieni, złota i żółci. W pałacu umieszczono także kolorowe witraże zwane szebeke. Na jednym metrze kwadratowym zawierają od trzech do siedmiu tysięcy elementów, spojonych za pomocą specjalnego roztworu, którego skład jest do dziś nieznany. Jeden witraż układano nawet pół roku.

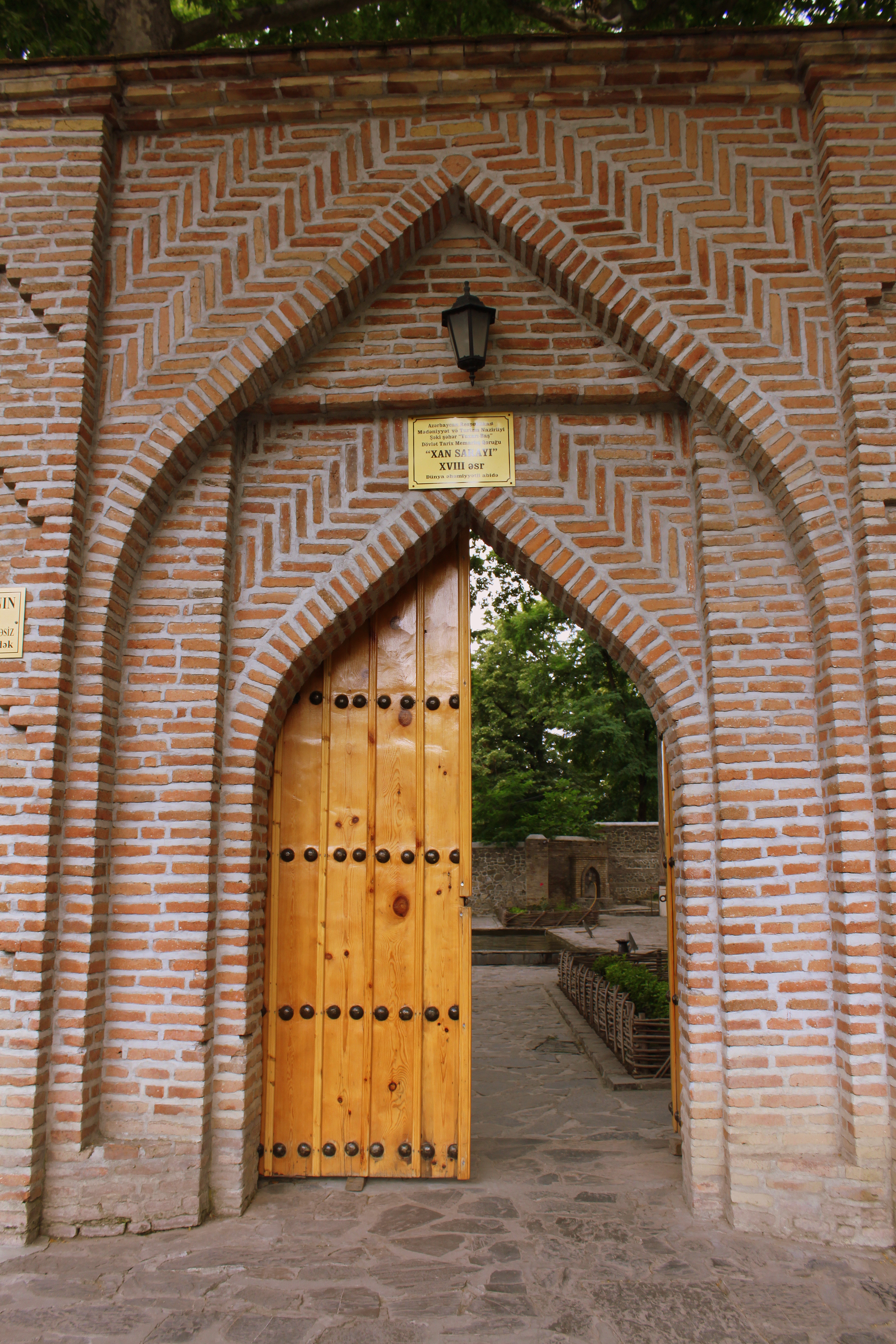
Brama wejściowa na teren pałacu
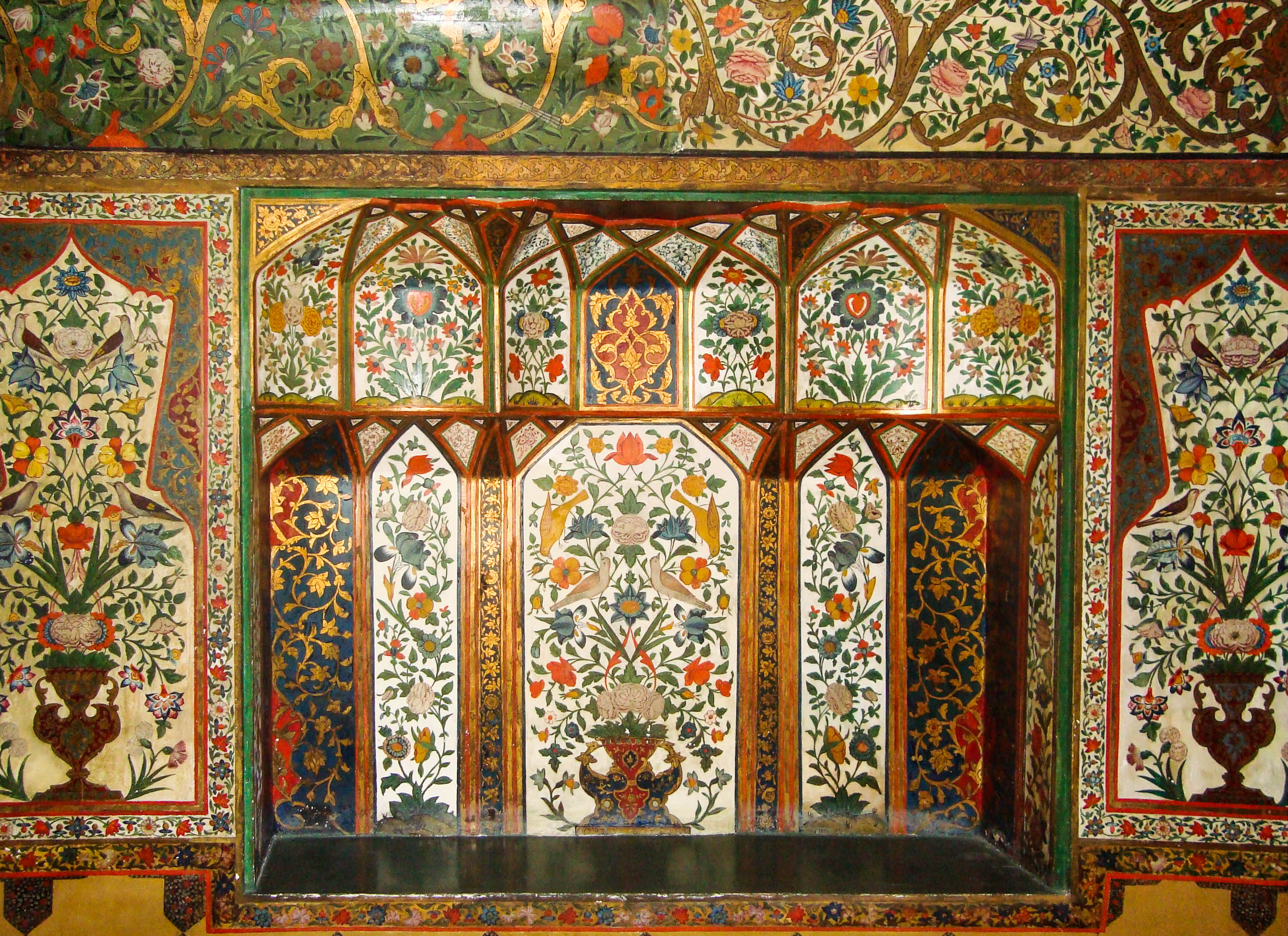
Zdobienia
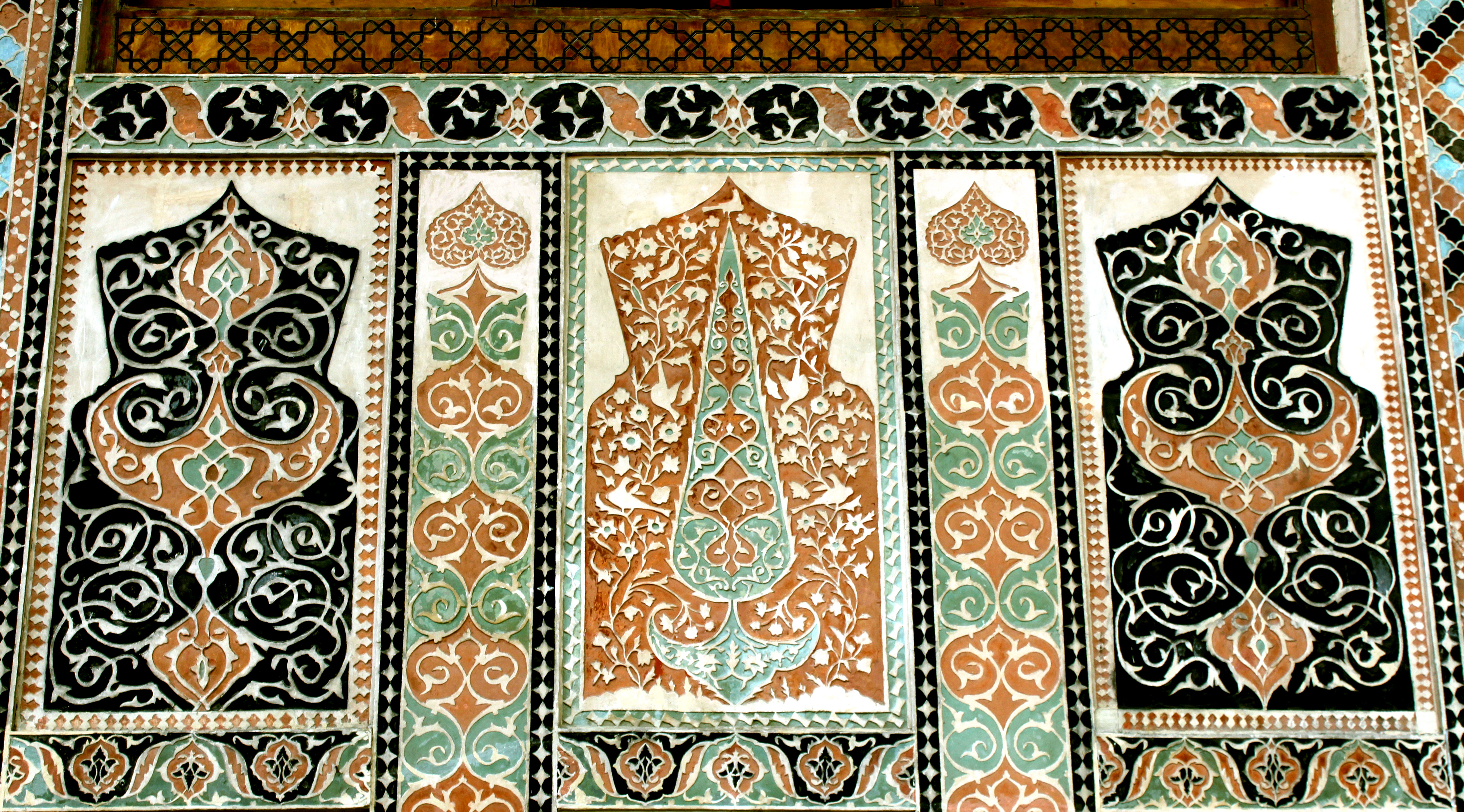
Zdobienia
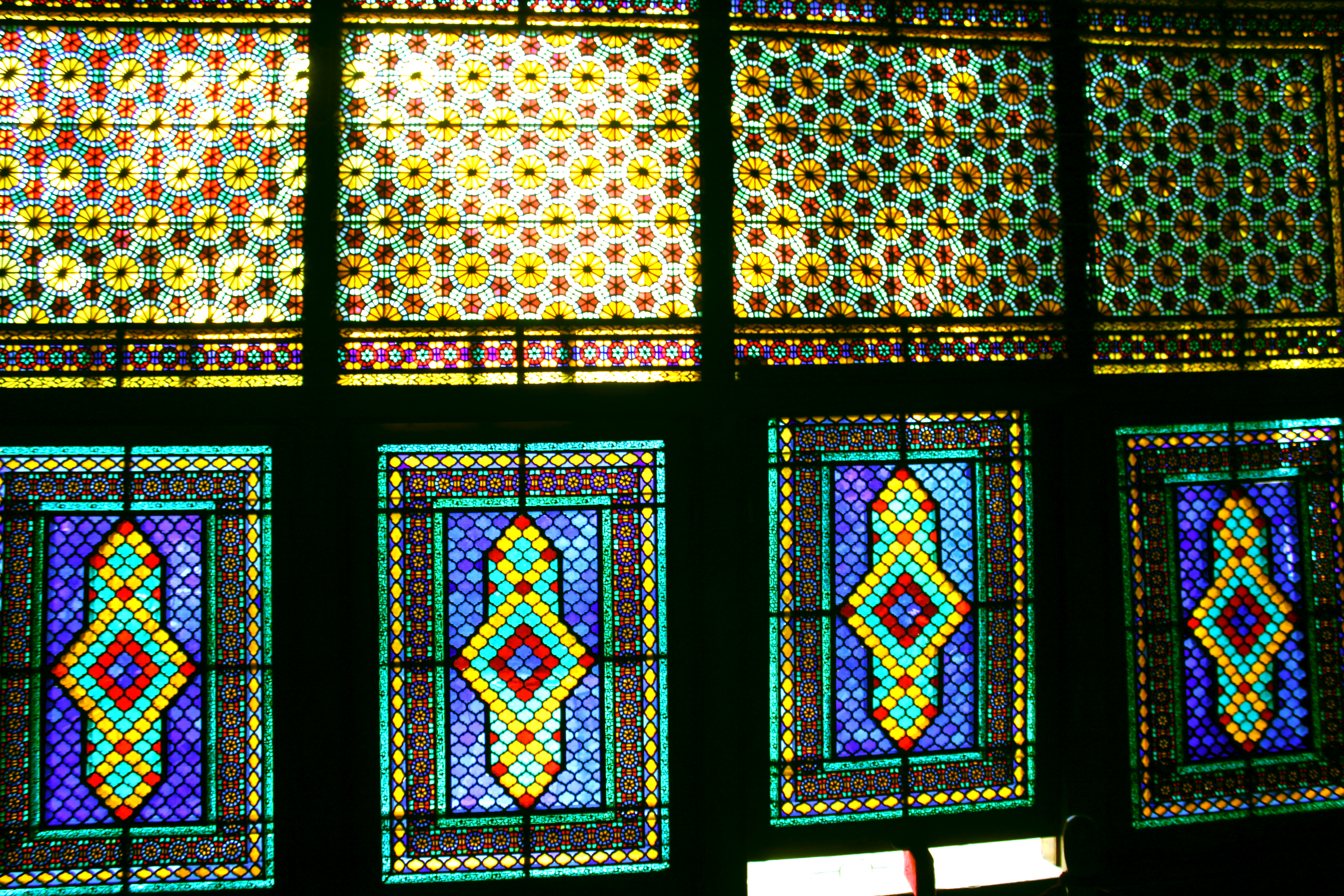
Witraże
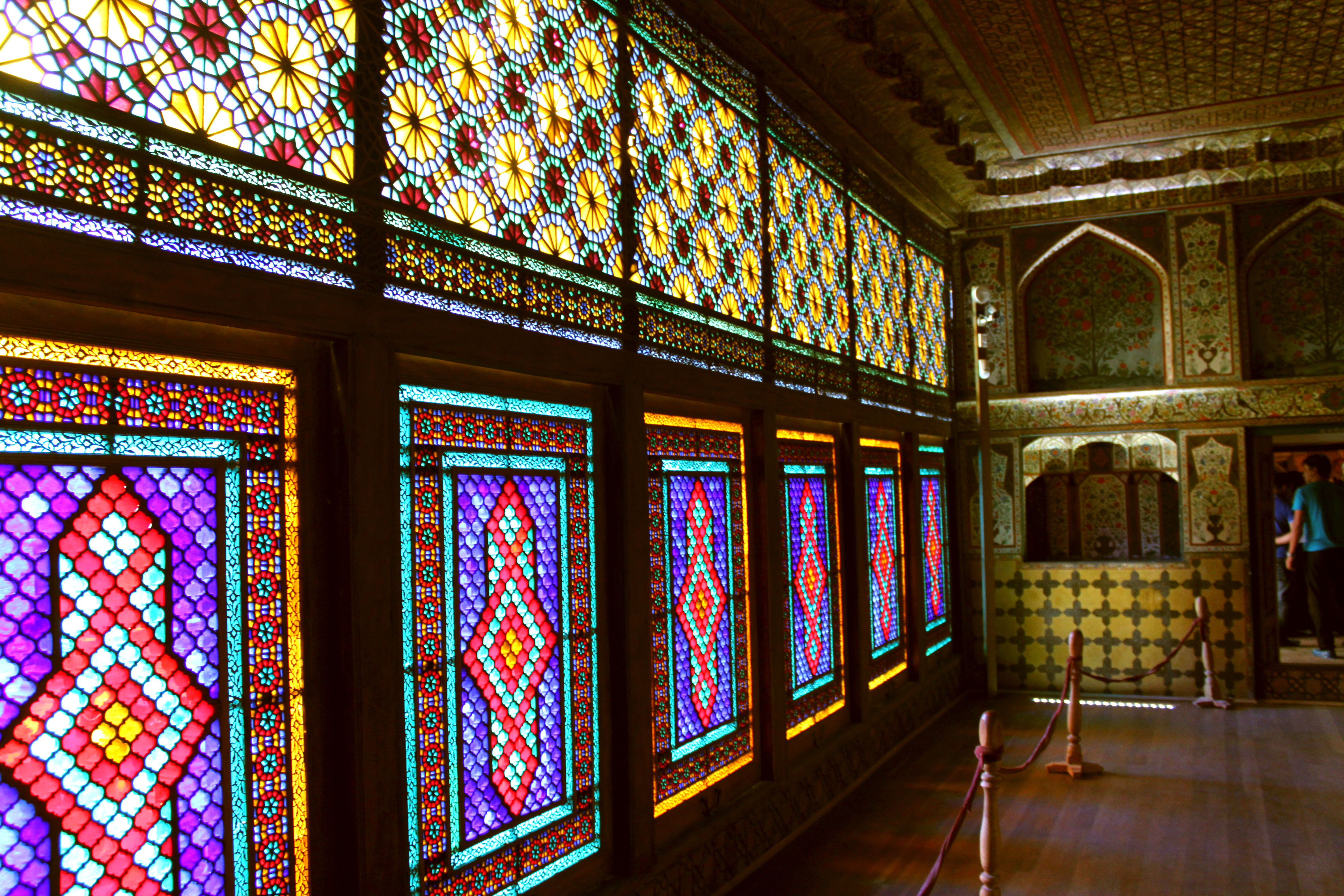
Witraże